# Aeroportul Rock Sound
Aeroportul Rock Sound (IATA: RSD, ICAO: MYER) este un aeroport din South Eleuthera⁠(d), Bahamas.
Situat la o altitudine de 5 m, aeroportul dispune de o singură pistă.